# フアン・マルセー
フアン・マルセー・カルボー（Juan Marsé Carbó, 1933年1月8日 -2020年7月19日）は、スペイン・バルセロナ出身の小説家・ジャーナリスト・脚本家。50年の世代（「世紀半ば」世代）のひとりとされる。

## 略歴
1933年1月8日にフアン・ファネカ・ロカ（Juan Faneca Roca）として生まれたが、出産時に実母が逝去し、マルセー夫妻の養子となってフアン・マルセー・カルボー（Juan Marsé Carbó）となった。宝石商の見習いとして働く傍ら、作品を発表し始める。その後パリに渡り、スペイン語教師や翻訳、パスツール研究所の助手などをしながら、数年を過ごす。1960年に発表した処女作Encerrados con un solo jugueteは新人賞であるビブリオテーカ・ブレーベ賞の次点となった。
1965年、Últimas tardes con Teresa（テレサとの最後の午後）により、ビブリオテーカ・ブレーベ賞を受賞。1978年、La muchacha de las bragas de oroによりプラネータ賞を受賞。1994年、El embrujo de Shanghaiによりスペイン批評家協会賞を受賞。2000年、Rabos de lagartijaにより、スペイン批評家協会賞、スペイン国民文学賞（小説部門）を受賞。2008年、セルバンテス賞を受賞。

## 作品
- 1960 - Encerrados con un solo juguete
- 1966 - Últimas tardes con Teresa
- 1970 - La oscura historia de la prima Montse
- 1973 - Si te dicen que caí
- 1978 - La muchacha de las bragas de oro
- 1984 - Ronda del Guinardó
- 1990 - El amante bilibgüe
- 1993 - El embrujo de Shanghai
- 2000 - Rabos de lagartija
- 2005 - Canciones de amor en Lolita's Club（『ロリータ・クラブでラブソング』稲本健二訳、現代企画室、2012年）
- 2011 - Caligrafía de los sueños
- 2014 - Noticias felices en aviones de papel
- 2015 - Una puta muy querida

## 映画化された作品
- La oscura historia de la prima Montse（監督ジョルディ・カデーナ、1977年）
- La muchacha de las bragas de oro（監督ビセンテ・アランダ、1980年）
- Si te dicen que caí（監督ビセンテ・アランダ、1989年）
- El amante bilibgüe（監督ビセンテ・アランダ、1993年）
- El embrujo de Shanghai（監督フェルナンド・トゥルエバ、2002年）
- Canciones de amor en Lolita's Club（監督ビセンテ・アランダ、2007年）